# Hafenštrase
Hafenštrase je naziv za skvotirane zgrade u ulicama "Hafenstraße" i "Bernhard-Nocht-Straße" u St. Pauliju, delu Hamburga, Nemačka. Danas je Hafenštrase legalizovan i sastoji se od 12 zgrada u vlasništvu zadruge kojom upravljaju stanari.

## Istorija Hafenštrase
1981. su zauzeti prazni stanovi i kuće u ulicama Hafenštrase i Bernard Noht Štrase. Od zauzeća do 1992. godine, dolazilo je do čestih sukoba sa policijom ili fašistima i huliganima. Pokušaji iseljenja tih kuća su uvek propadali jer su skvoteri uspevali da skupe hiljade simpatizera i stotine uličnih boraca. 
Tokom 1980-ih, Hafenštrase je bio žarišna tačka autonomnog i skvoterskog pokreta u Nemačkoj. Od 1984. do 1990. tu su se održavala godišnja okupljanja autonomnih, kojima je prisustvovalo i po 5000 ljudi, na kojima se raspravljalo o skvotiranju, antiNATO politici, antinuklearnoj politici, problemu političkih zatvorenika i međunarodnoj solidarnosti. 
Za razliku od ostalih društvenih pokreta u kojima je bilo najviše studenata ili mladih radnika, među skvoterima u Hafenštrase je bilo najviše lumpenproleterijata, pankera i ljudi povezanih sa crnim tržištem. Jedan od grafita na njihovim kućama je glasio: “Kriminalci celog sveta ujedinite se!” Skvoteri su probleme rešavali “revolucionarnom pravdom”. Npr. silovatelja iz svojih redova ne bi predali policiji, nego bi ga brutalno pretukli, obrijali, ponižavali…
1986. je došlo do pokušaja da se skvoteri iz Hafenštrase izbace napolje. Nekoliko građevina je osvojeno od strane vlasti, ali je jezgro od osam zgrada ostalo netaknuto. 20. decembra 1986. su održane demonstracije podrške Hafenštraseu na kojima je marširalo 12.000 ljudi od kojih je 1500 bilo organizovano u crni blok. Na čelu kolone su nosili transparent: “Gradimo revolucionarnu dualnu moć!”. Tokom marša je došlo do težih okršaja sa policijom u kojima u kojima su skvoteri pretukli i povredili 100 policajaca. Dan kasnije je gorelo 13 robnih kuća u Hamburgu, a šteta je iznosila 10 miliona dolara. 
1987. vlasti su preduzimale još nekoliko akcija protiv Hafenštrase, a odmazda je usledila 23. aprila 1987. kada su skvoteri u roku od 15 minuta napali kuće gradskih funkcionera, sudove, prostorije gradskih vlasti i gradski radio Hamburg. Grad je tada proglasio skvotere za “državne neprijatelje broj 1” i u Hamburgu je proglašeno vanredno stanje. Hiljade policajaca je došlo iz cele Nemačke, a granice su bile zatvorene za sve koji su čudno izgledali. Skvoteri su utvrdili kuće čeličnim vratima i bodljikavom žicom na fasadama i krovovima, u slučaju helikopterskog napada. Mesec dana pre toga je otpočelo emitovanje piratske radio stanice “Radio Hafenštrase”, koja je izveštavala o situaciji. Borbe su trajale čitav dan, stotine ljudi je bilo na barikadama, molotovljevi kokteli su leteli, prevrnuta kola, zapaljene gume… Uveče su barikade ostale čitave, a na jednoj od kuća je postavljan transparent sa natpisom “No Pasaran!”. U sledeće dve sedmice je došlo još 2000 policajaca, i napadi policije su se bezuspešno nastavljali. Posle 15 dana borbi, gradonačelnik Donaji je odlučio da se napadi obustave, da se prekine vanredno stanje i da se Hafenštrase legalizuje. Skvoteri su uklonili barikade i poslali gradonačelniku buket ruža, a gradonačelnik je za iznalaženje političkog rešenja dobio medalju Theodor Heuss. Nikad se više nije kandidovao.
1990. je usledila još jedna kampanja protiv Hafenštrase, tvrdeći da podržavaju Frakciju Crvene armije, koja tamo živi. Usledio je napad 1000 policajaca, poslatih od nemačkog državnog tužioca, ali nikakvi dokazi nisu pronađeni koji bi potkrepili te optužbe. 
Kada je ugovor o zakupu istekao, kuće su prodate zadruzi, da bi se stišali sukobi skvotera i države.

## Zanimljivosti
- Postojao je računarski virus koji se pojavio u oktobru 1991. u Hamburgu a izbacivao je poruku “Hafenstraße remains!”.
- O Hafenštrase je do sada snimljeno preko 7 dokumentarnih filmova i napisano više knjiga.

## Spoljašnje veze
- Istorija Hafenštrase (језик: немачки) (језик: енглески)
- Autonomija i poreklo Crnog bloka (језик: енглески)